# Adriana Arango Muñoz
Adriana Arango Muñoz (Medellín, 30 de diciembre de 1964) es una periodista y empresaria colombiana que participó en varios espacios televisivos, tanto en la televisión regional como en la televisión nacional. Inició su carrera en el programa De boca en boca de Teleantioquia, el cual presentó hasta el final.
El 25 de mayo de 1988, se traslada a Bogotá donde inicia presentando el Noticiero 24 horas y la primera noticia que da es el secuestro del líder político Álvaro Gómez Hurtado por parte del M-19.
En 1995 presentó junto con Darío Restrepo EN VIVO: Comienza el Día, un Magazín que iniciaba a las 6:30 a. m., permaneció hasta 2000, y en 2002 presentó otro magazín llamado Tres puntos aparte al lado de Fernando González Pacheco y Martín de Francisco, pero solo permaneció dos meses al aire.
Fue la presentadora de la versión colombiana del reality Gran Hermano para el Canal Caracol en 2003, después se retiró de los medios.
Posteriormente contrajo nupcias con el empresario tolimense Javier Coy con quien montó una empresa llamada CI Tango Trading Ltda, la cual desarrollaba negocios agrícolas.
La empresa inició exportando café, luego pasó a la exportación de flores hacia Estados Unidos, Rusia, Chile e Inglaterra. En 2008, la empresa entró en crisis y como habían captado ilegalmente dinero de alrededor de 200 personas, Adriana Arango y su esposo fueron llamados por la Fiscalía a rendir indagatoria. En las investigaciones se comprobó que la empresa adeudaba más de 10.000 millones de pesos a estas personas a quienes no se les reintegraron las sumas adeudadas.
Fue condenada a siete años y medio de cárcel por captación ilegal de dinero y estafa, y salió en libertad el 24 de junio de 2015. Estuvo recluida en la cárcel El Buen Pastor de Bogotá por 9 meses. Sin embargo, interponiendo el recurso de tener hijos menores de edad, pagó el resto de la pena —cinco años— en su domicilio.